# Rödl & Partner
Rödl & Partner ist eine Prüfungs- und Beratungsgesellschaft deutschen Ursprungs mit Hauptsitz in Nürnberg. Das Unternehmen ist mit über 6.000 Mitarbeitern an 110 Standorten in rund 50 Ländern vertreten.

## Geschichte
Nach der Gründung der Kanzlei durch den Rechtsanwalt, Steuerberater und Wirtschaftsprüfer Bernd Rödl im Jahr 1977 in Nürnberg erfolgte die Gründung von Niederlassungen in Hof und München. Mit dem Mauerfall expandierte die Gesellschaft in die neuen Bundesländer.
Ab 1989 begann Rödl & Partner auch international zu expandieren. Dabei ging das Unternehmen bewusst nicht den Weg der Kooperation mit lokalen Partnern (Netzwerk-Bildung), sondern eröffnete eigene Niederlassungen und Tochterunternehmen, zunächst in Mittel- und Osteuropa, dann in Asien und Westeuropa. Im Jahr 2000 erfolgte die Übernahme der US-amerikanischen Steuerberatungs- und Wirtschaftsprüfungsgesellschaft Langford de Kock. 2005 erfolgte die Gründung einer Niederlassung im brasilianischen São Paulo, 2008 im südafrikanischen Johannesburg. Am 9. November 2015 starb der Unternehmensgründer in Nürnberg. Das Unternehmen wird seitdem von seinem Sohn Christian Rödl weitergeführt.

## Geschäftsfelder
Das Kerngeschäft des Unternehmens liegt in folgenden Geschäftsfeldern:
- Rechtsberatung
- Steuerberatung
- Business Process Outsourcing
- Unternehmens- und IT-Beratung
- Wirtschaftsprüfung
- Mergers & Acquisitions